# 678
Năm 678 là một năm trong lịch Julius.